# Стадион Агустин Товар
Стадион Агустин Товар (шп. Estadio Agustín Tovar) је вишенаменски (фудбал, атлетика) стадион који се налази у Баринас, Венецуела.

## Историја стадиона
Стари стадион у Баринасу основан је 1955. године, а Олимпијски стадион у Ла Каролини отворен је годину дана касније. Ла Каролина је 1993. реконструисана, капацитет је повећан са 5 на 12 хиљада гледалаца. Године 2001. стадион је добио име „Агустин Товар”, у част Рафаела Агустина Товара, родом из Баринаса, који је постао први тренер Венецуеле који је стекао високо образовање у области обуке спортиста као што су  фудбалери, боксери, атлетичари и одбојкаши. Био је и министар спорта државе Баринас и оснивач фудбалског клуба Замора..
У припреми за Америчко првенство 2007. године, влада Баринаса је уложила 60 милиона долара (према другим изворима 65 милиона долара )). Због чињенице да стадион није испуњавао минималне услове КОНМЕБОЛ-а у погледу капацитета (20 хиљада гледалаца), одлучено је да се Агустин Товар радикално обнови и повећа број гледалаца на више од 24 хиљаде. Годину дана касније, упркос бројним одлагањима, план је спроведен. Архитекта пројекта био је Рикардо Масеи..
У уводној утакмици обновљене арене Агустин Товар 25. јуна 2007. играли су омладински тим Венецуеле и омладински тим државе Баринас.

## Куп Америке 2007.
Стадион је отворен 2007. Након тога стадион се могао користити за Копа Америка 2007. На овом турниру одиграна је 1 утакмица у групној фази 
| № | Датум        | Репрезентације              | Резултат | Турнир                           | Гледалаца |
| - | ------------ | --------------------------- | -------- | -------------------------------- | --------- |
| 1 | 2. јул 2007. | Сједињене Државе – Парагвај | 1:3      | Копа Америка 2007. – групна фаза | 23.000    |